# Telmatobius thompsoni
Espèce
Statut de conservation UICN

 DD  : Données insuffisantes
Telmatobius thompsoni est une espèce d'amphibiens de la famille des Telmatobiidae.

## Répartition
Cette espèce est endémique de la région de La Libertad dans le nord de la cordillère Occidentale des Andes péruviennes. Elle se rencontre à environ 3 290 m d'altitude.

## Description
Telmatobius thompsoni mesure en moyenne 69 mm pour les mâles et 77 mm pour les femelles.

## Étymologie
Son nom d'espèce lui a été donné en l'honneur de Fred Gilbert Thompson de l'université de Floride, qui a collecté les séries types de cette espèce et de Telmatobius degener ainsi que d'autres spécimens du genre Telmatobius dans le nord du Pérou.

## Publication originale
- Wiens, 1993 : Systematics of the Leptodactylid frog genus Telmatobius in the Andes of northern Peru. Occasional Papers of the Museum of Natural History, University of Kansas, vol. 162, p. 1-76 (texte intégral).